# 藤原道山
藤原道山（1972年7月10日—），是出生于日本东京都的传统乐器尺八演奏家。属于堀制作株式会社。别名“和乐器的贵公子”。

## 经历
受筝曲家祖母的影响，从10岁左右开始学习尺八。师从日本人称为“人间国宝”的山本邦山，20岁时进入都山流师范学习。此后，以“道山”为名。曾在东京都立小松川高等学校学习，本科毕业于东京艺术大学音乐系国乐专业。1997年从东京艺术大学研究生院音乐研究专业研究生毕业。曾获“安宅奖”。　
2001年，发行了他个人的第一张音乐专辑《UTA》。2006年與大提琴家古川展生、鋼琴家妹尾武一同組團-古武道。其后，他不仅参加日本传统国乐“邦乐”的演奏，而且与世界各地不同风格的音乐家交流，多次与不同的管弦乐团一起演出，开创了尺八新境地的同时进行了大量的音乐活动。

## 专辑
- UTA
- 风之歌
- 梦
- 空 - Ku（千住明出品）
- 壹 ICHI
- East Current
- KOBUDO（古武道）
- 风之都（古武道）